# Hello Everything
Hello Everything — одиннадцатый альбом британского музыканта Тома Дженкинсона и десятая его полноформатная запись под псевдонимом Squarepusher, издан 16 октября 2006 года.

## Об альбоме
Незадолго до релиза в ассортименте интернет-сервиса Bleep, принадлежащего Warp Records, появились три песни из будущего альбома: «Welcome to Europe», «Hanningfield Window» и «Exciton» (две последних вошли только в японское издание). Кроме того, все три композиции вошли в 12-дюймовый виниловый сингл «Welcome to Europe». Ограниченным тиражом в магазины поступила комплектация с дополнительным компакт-диском «Vacuum Tracks», содержащим пять крайне минималистичных треков.
Вступительная композиция «Hello Meow» представлена в шоу «Next Sunday on [adult swim]» телеканала Adult Swim, «Welcome to Europe» используется в вечерних анонсах. Наконец, «Planetarium» используется французской передачей о видеоиграх «Chez Marcus».

## Список композиций
1. «Hello Meow» — 4:31
2. «Theme from Sprite» — 2:57
3. «Bubble Life» — 2:53
4. «Planetarium» — 6:09
5. «Vacuum Garden» — 6:02
6. «Circlewave 2» — 3:53
7. «Cronecker King» — 0:48
8. «Rotate Electrolyte» — 7:48
9. «Welcome to Europe» — 4:32
10. «Plotinus» — 7:36
11. «The Modern Bass Guitar» — 5:38
12. «Orient Orange» — 10:54
13. «Hanningfield Window» — 4:19 (только в японском издании)
14. «Exciton» — 4:11 (только в японском издании)

### Диск «Vacuum Tracks»
1. «4026 Melt 1» — 3:10
2. «4026 Melt 3» — 3:07
3. «4026 Melt 4» — 3:25
4. «4026 Melt 5» — 4:31
5. «4026 Melt 6» — 5:19